# Палинський Віктор Іванович
Віктор Іванович Палинський (нар. 13 вересня 1956, с. Водяне, Пустомитівський район Львівська область) — сучасний український письменник, есеїст, літературний критик, публіцист, мистецький аналітик, культуролог. Заслужений працівник культури України. Голова секретаріату Львівської організації Національної спілки письменників України (2015-2021).

## Життєпис
Народився 13 вересня 1956 року у селі Водяне (нині — Зимна Вода), Пустомитівського району, Львівської області. Навчався у Львівській СШ № 74. Мешкає та працює у Львові. Закінчив Львівський державний університет ім. І. Франка, за фахом — філолог-україніст. Член Національної спілки письменників України з 1992 року. Член Національної спілки журналістів України з 1988 року.
Обирався прес-секретарем, секретарем, заступником голови, першим заступником голови Львівської письменницької організації НСПУ. Нині — член її Правління. Від 2018 року — член Правління Національної спілки письменників України.
Голова журі Міжнародної літературної премії імені Ірини Вільде (2015—2021).
7 грудня 2018 року, за вагомий особистий внесок у розвиток національної культури і мистецтва, багаторічну просвітницьку діяльність та з нагоди 150-річчя заснування товариства «Просвіта», Віктору Палинському присвоєне почесне звання «Заслужений працівник культури України». Написав і опублікував у періодиці та в збірках, а також і в академічних виданнях, понад 5000 літературно-критичних матеріалів, мистецьких та культурологічних есеїв, творчих портретів, гостропубліцистичних статей та інших різножанрових, у тому числі літературних, текстів.
Автор сценаріїв для багатьох телевізійних програм та фільмів.

## Премії та нагороди
- Лауреат Відкритого конкурсу для прозаїків України Фонду «Відродження».
- Лауреат премії «Сучасність».
- Лауреат І-ї премії та диплому І-го ступеня Національної спілки письменників України (Львівської організації) «Літературний Львів».
- Лауреат всеукраїнської літературної премії імені Ірини Вільде (Перша премія).
- Лауреат Львівської обласної Премії в галузі культури, літератури, мистецтва, журналістики та архітектури в номінації «Проза» — імені Богдана Лепкого.
- Лауреат міжнародної Літературно-мистецької премії імені Пантелеймона Куліша.
- Лауреат всеукраїнської літературної премії «Князь роси» імені Тараса Мельничука.
- Лауреат Міжнародної літературної премії імені Миколи Гоголя «Тріумф».
- Лауреат Міжнародної літературної премії імені Ірини Вільде.
- Лауреат Всеукраїнської літературно-мистецької премії імені Братів Лепких (2020) — за книги «Час творити. Есеї про поетів, прозаїків, митців» та «Замок Золотої Липи»[2].
- Лауреат Всеукраїнської літературної премії "Літературний Парнас".[джерело?]
- Переможець Міжнародного конкурсу «ZeitGlas — 2017» («Склянка Часу — 2017») на краще оповідання.
- Лауреат Міжнародного літературного конкурсу «Свято Різдва» журналу «ZeitGlas — 2020» («Склянка Часу»).
- Нагороджений золотою медаллю «Почесна відзнака» Національної спілки письменників України двічі (2011 та 2017 роки).
- Нагороджений орденом «За заслуги перед українським народом» ІІ ступеня Народного Руху України.
- Нагороджений Подякою голови Львівської обласної державної адміністрації двічі (2016 та 2019 роки).
- Номінант на здобуття Національної премії України імені Тараса Шевченка у номінації публіцистика, журналістика у 2021 році[3] за збірку «Час творити. Есеї про поетів, прозаїків, митців»[4].

## Творчість

### Проза
- Моделі наближення // Літературний журнал одного автора № 5. — Львів, 1998. — 22 с.
- Канцлер своєї величності. — Львів : Сполом, 1999. — 255 с. — ISBN 966-744-5267.
- Дзеркало. — Львів : Сполом, 2002. — 226 с. — ISBN 966-665-0576.
- Єлена й антиквар. — 2005.
- Декілька зимових днів…. — Львів : Сполом, 2008.
- Вояцькі візити. — 2012.
- Бібліотекар: новели й оповідання. — Львів : Апріорі, 2013. — 244 с. — ISBN 978-617-629-1626.
- Час творити. — Львів : Апріорі, 2019. — 524 с. — ISBN 978-617-629-508-2.
- Замок Золотої Липи. — Львів : Апріорі, 2019. — 255 с. — ISBN 978-617-629-162-6.
- Естетика антивійни. - Львів: Камула, 2024 - 32 с.

### Поезії
- Алгоритми душі. — Львів : Кобзар, 1992. — 103 с.
- Медитації. — 1993.
- Самотність. — Львів : Кобзар, 1995. — 75 с.
- Екзистенція дощу. — Львів, 1996.
- Мовчання сфінкса. — 1997.
- Спогадування міту. — Львів : Ліга-прес, 2012. — 226 с. — ISBN 966-665-0576.
- Ріка тече. — Львів : Апріорі, 2017. — 183 с.